# Włoski ruch oporu w Afryce Wschodniej
Włoski ruch oporu w Afryce Wschodniej – działania w formie wojny partyzanckiej, prowadzone od lata 1941 do jesieni 1943 roku przez Włochów i lojalnych wobec nich tubylców przeciwko aliantom, na zajętych przez nich, w czasie kampanii wschodnioafrykańskiej, terenach Włoskiej Afryki Wschodniej podczas II wojny światowej.

## Geneza

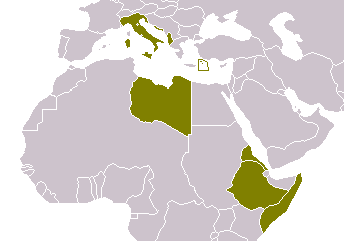
Królestwo Włoch i jego kolonie przed przystąpieniem do wojny w 1940

Po zwycięskiej dla Królestwa Włoch wojnie z Cesarstwem Etiopii w latach 1935–1936 na terenie trzech włoskich kolonii utworzono Włoską Afrykę Wschodnią. W planach Benita Mussoliniego tereny te miały stać się częścią przyszłego włoskiego imperium mającego być kontynuatorem tradycji Imperium Rzymskiego. W celu umocnienia włoskiego panowania stacjonowało tam kilkadziesiąt tysięcy żołnierzy wspieranych przez lojalne oddziały złożone z tubylców. Potencjał militarny Włoch w tym rejonie stanowił istotne zagrożenie dla brytyjskich posiadłości w Somalii, Kenii, Egipcie i Sudanie. Niebezpieczeństwo to wzrosło wraz z zawiązaniem sojuszu faszystowskich Włoch z III Rzeszą i wybuchem II wojny światowej. 
Włochy przystąpiły do wojny 10 czerwca 1940 roku. Oznaczało to utworzenie dwóch frontów wojennych w Afryce – północnego i wschodniego. Głównym celem włoskich sił stało się opanowanie Egiptu i Kanału Sueskiego, będącego strategiczną drogą morską między Morzem Śródziemnym i Morzem Czerwonym, a przez to z Oceanem Indyjskim. Po początkowych sukcesach, z których największym było zajęcie w sierpniu Somali Brytyjskiego, włoskie wojska w Afryce Wschodniej, pozbawione praktycznie dostaw zaopatrzenia, zaprzestały zmasowanej ofensywy. Po kilku miesiącach, alianci, którzy zdecydowanie wzmocnili w tym rejonie swoje siły, przeszli do kontrofensywy, wypierając systematycznie Włochów z zajmowanego terenu. Wkrótce zajęli obszar całej Włoskiej Afryki Wschodniej. Do Etiopii powrócił także z wygnania cesarz Hajle Syllasje. Ostatnia włoska twierdza, Gonder, poddał się Brytyjczykom 27 listopada 1941 roku. Akt kapitulacji podpisał generał Guglielmo Nasi. Jak się wkrótce okazało, nie oznaczało to jednak końca działań zbrojnych na tym terenie.
Już podczas walk w 1940 i 1941 niektórzy włoscy oficerowie zaczęli stosować taktykę wojny podjazdowej w stosunku do jednostek i posterunków brytyjskich, zwłaszcza przy użyciu oddziałów złożonych w większości z ludności tubylczej. Używano przy tym zarówno jednostek piechoty jak i kawalerii. Szczególnie dała się we znaki siłom brytyjskim Grupa Kawalerii Amhara dowodzona przez porucznika Amedeo Guilleta. Jego niezwykle ryzykowny sposób prowadzenia walki poprzez śmiałe rajdy na pozycje i konwoje przeciwnika, który przynosił jednak spore sukcesy, spowodował nadanie mu pseudonimu Diabelski Dowódca. Także podczas alianckiej ofensywy niektóre odcięte od głównych sił grupy żołnierzy przechodziły do nieregularnych działań w celu przebicia się przez brytyjskie linie.
Po upadku Gonderu na wolności nadal pozostawały niedobitki włoskich oddziałów. Znaczna część żołnierzy, nie zważając na oficjalny akt kapitulacji podpisany przez Nasiego, postanowiła kontynuować walkę, w nadziei na zwycięstwo w Afryce Północnej sił państw Osi dowodzonych przez Erwina Rommla, które pozwoliłoby odzyskać utracone kolonie. W konspiracji i walce brali udział również cywile i agenci wywiadu. Szacuje się, że wojnę partyzancką prowadziło około 7000 Włochów wspieranych dodatkowo przez tubylców.

## Działalność włoskiego ruchu oporu
Pierwotnie powstały dwie organizacje partyzanckie: Fronte di Resistenza (pol. Front Oporu) i Figli d’Italia (pol. Synowie Italii). 
Pierwsza z nich była wojskową organizacją pod dowództwem pułkownika Lucchettiego. Koncentrowała się na działaniach sabotażowych, dywersyjnych i wywiadowczych w głównych miastach byłej Włoskiej Afryki Wschodniej. Zebrane informacje na temat posunięć wojsk brytyjskich nadal przekazywano różnymi sposobami do Włoch.
Synowie Italii została sformowana głównie z członków Milicji Faszystowskiej tak zwanych Czarnych Koszul. Od września 1941, oprócz walki z brytyjskimi żołnierzami, faszyści prowadzili akcje nękające skierowane przeciw włoskim cywilom, byłym żołnierzom i tubylcom, którzy pomagając wojskom alianckim, zostali uznani przez nich za zdrajców ojczyzny.
Aktywne działania prowadził oddział tigrajskich wojowników dowodzony przez porucznika Amedeo Gullieta w Erytrei. W okolicach Desji operował partyzancki oddział majora Gobbiego. Od początku 1942 w Erytrei istniała grupa pod rozkazami kapitana Aloisiego, która pomagała w ucieczce z alianckich obozów jenieckich umieszczonym tam żołnierzom i cywilom. Działania włoskiego ruchu oporu objęły również Somali Brytyjskie, które Włosi zajęli jeszcze w 1940. 
Oddziały nazywane z języka włoskiego bande uzbrojone były przede wszystkim w broń lekką. Dominowała broń ręczna. Partyzanci używali głównie pistoletów Beretta M1934, karabinów Carcano model 91, granatów ręcznych i dynamitu. Wyposażenie stanowiły również karabiny maszynowe Fiat i Schwarzlose, a niektóre oddziały używały też lekkich dział piechoty kalibru 65 mm i moździerzy. Mimo nieuniknionych problemów logistycznych, zwłaszcza niedużych ilości amunicji, Włosi podejmowali przeciw wojskom i administracji alianckiej wszelkiego rodzaju działania klasycznego ruchu oporu. 

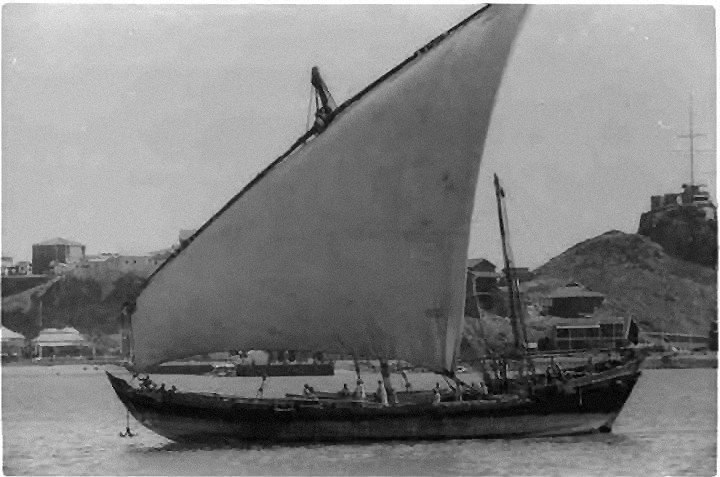
Podobnych łodzi używali erytrejscy żeglarze kapitana Francesco de Martiniego, którzy utrudniali działania Royal Navy

Nie tylko żołnierze z wcześniejszych jednostek liniowych zaangażowali się w działalność przeciw okupantom włoskich kolonii. Z bronią w ręku lub w konspiracji nadal działali na tych terenach agenci wywiadu, jak i cywile, którzy nie pogodzili się z przegraną. W styczniu 1942 Francesco de Martini, kapitan Servizio Informazioni Militari (ówczesny włoski wywiad wojskowy, odpowiednik niemieckiej Abwehry), wysadził magazyn amunicji w Massaua w Erytrei. Następnie, po ucieczce z niewoli, w Jemenie zorganizował on grupę składającą się z erytrejskich żeglarzy wykorzystujących małe łodzie zwane sambuco, w celu obserwacji ruchów Royal Navy na akwenie Morza Czerwonego. Otrzymywane od nich informacje na temat posunięć brytyjskiej marynarki przekazywał za pomocą radiostacji do Rzymu. Z ich pomocą dokonywał również sabotażu na wybrzeżu i ataków na przybrzeżną żeglugę. Trwało to do sierpnia, kiedy został pochwycony na morzu przez brytyjskich komandosów. Natomiast w tym samym miesiącu Rosa Dainelli, lekarka zaangażowana w działalność Frontu Oporu, przedostała się na teren głównego składu amunicji brytyjskiej armii w Addis Abebie. Kobiecie udało się go wysadzić, a eksplozja była tak potężna, że został zniszczony praktycznie cały zapas amunicji mającego dopiero wejść do użytku pistoletu maszynowego Sten. Opóźniło to na wiele miesięcy jego użycie na północnoafrykańskim teatrze działań wojennych, a przez to i w ogóle, gdyż tam miał zostać wykorzystany w boju po raz pierwszy. Sama Dainelli przeżyła wybuch.
W styczniu 1942, włoskim oficerom udało się skoordynować pod dowództwem generała Muratoriego, jednego z dowódców Milicji Faszystowskiej w Afryce Wschodniej, działalność wielu partyzanckich grup. Jego działania doprowadziły do tego, że w pewnym momencie doszło do buntu plemion Oromów przeciwko wojskom brytyjskim w północnej Etiopii. Powstanie zostało stłumione przez siły brytyjskie i etiopskie dopiero na początku 1943. Podczas jego trwania, w 1942, cesarz Hajle Syllasje, zaczął dyplomatycznymi kanałami negocjować z włoskimi powstańcami. Prawdopodobnie zrobił to będąc pod wrażeniem niedawnego zwycięstwa Rommla pod Tobrukiem i wizji odzyskania Etiopii przez wojska Osi. Lucchetti, już po zakończeniu walk, deklarował, że cesarz był gotów zaakceptować oficjalnie włoski protektorat, pod następującymi warunkami: całkowitej amnestii dla skazanych przez Włochów Etiopczyków, obecności jego rodaków na każdym szczeblu administracji oraz udziałowi Syllasjego w przyszłych władzach protektoratu.
Latem 1942 największe sukcesy w organizowaniu zasadzek miały oddziały pułkownika Calderariego w Somalii, pułkownika Di Marco w Ogadenie, a w Etiopii grupy Afarów pod dowództwem pułkownika Ruglio i Czarne Koszule centuriona (odpowiednik wojskowej rangi kapitana w Milicji Faszystowskiej) De Varda.
Tymczasem wobec ciągłej aktywności ruchu oporu i obawy o ewentualne kontakty konspirantów z japońskimi okrętami podwodnymi operującymi na Oceanie Indyjskim Brytyjczycy internowali znaczną część włoskiej ludności Somalii. Wzmocniono także wojskowe garnizony, przerzucając żołnierzy z Kenii i Sudanu, wspieranych przez siły pancerne i lotnictwo.
Jesienią 1942 aktywność partyzantki zaczęła słabnąć. Złożyły się na to porażka sił włosko-niemieckich pod El Alamein oraz schwytanie Lucchiettiego. Malało także poparcie miejscowej ludności, a co za tym idzie, topniała również liczba tubylczych partyzantów. Mimo to ataki na aliantów przeprowadzano jeszcze przez rok.

## Zakończenie walk
Część żołnierzy poddała się ostatecznie Brytyjczykom, ale sporej grupie udało się wcześniej przedrzeć do będących w odwrocie wojsk Osi w Afryce Północnej, a nawet wrócić do Włoch. Był wśród nich Amedeo Guillet, który dotarł do Tarentu 3 września 1943. Wykazywał on dalszą chęć do walki i nalegał podczas spotkań w Ministerstwie Wojny o zorganizowanie sprzętu dla partyzantów i przerzucenie go z powrotem na terytorium Afryki Wschodniej. Jego starania zdały się na nic, gdyż niedługo później Włochy skapitulowały.
Jednym z ostatnich włoskich partyzantów, który poddał się wojskom brytyjskim był Corrado Turchetti, który napisał w swoich pamiętnikach, że niektórzy żołnierze zastawiali pułapki na oddziały alianckie do października 1943 (a więc jeszcze po ogłoszeniu kapitulacji Włoch). Ostatnim włoskim oficerem, który stawiał czynny opór, był pułkownik Nino Tramonti w Erytrei.
Działalność włoskiej partyzantki nie miała oczywiście większego wpływu na przebieg działań wojennych, nawet dla w miarę pobliskiego, przez pewien czas, frontu północnoafrykańskiego. Resztki rozbitych włoskich armii, wspomagane niewyszkolonymi i w dodatku ciągle malejącymi oddziałami tubylczymi, nie mogły stanowić dla zdecydowanie liczniejszych i lepiej uzbrojonych sił alianckich wielkiego zagrożenia, mimo lokalnych sukcesów i zadawanych przeciwnikowi strat, zwłaszcza materialnych. Z drugiej strony wojskom brytyjskim, etiopskim i ich sojusznikom nie udało się jednoznacznie zlikwidować włoskiego oporu, ani poprzez działania militarne ani też wywiadowcze, policyjne, administracyjne czy propagandowe. Wygasał on raczej systematycznie wobec braku środków do prowadzenia dalszej walki, a także, co najistotniejsze, rozwoju sytuacji na froncie śródziemnomorskim i braku perspektywy odbicia tych terenów przez państwa Osi. Szanse te ostatecznie zostały pogrzebane wraz z upadkiem Mussoliniego i kapitulacją Włoch przed aliantami. Podjęty opór stanowił także pewne zaprzeczenie, podsycanego przez aliancką propagandę, stereotypu włoskiego żołnierza jako słabo wyszkolonego, nieskorego do walki i raczej chętnie idącego do niewoli lub dezerterującego, gdy nadarzy się taka okazja.